# Défendez-vous : Vos droits au quotidien
Défendez vous: vos droits au quotidien (The People's Court (en)) est une émission de télévision et diffusée du 9 septembre 1991 sur Antenne 2 au 12 décembre 1992 sur France 2.

## Origines
Défendez-vous : Vos droits au quotidien est une émission de télévision adapté du format américain The People's Court (en) de John Masterson, et diffusé du 14 septembre 1981 au 17 mai 1993 en syndication.
Puis à partir du 8 septembre 1997 en syndication.

## Principe de l'émission
Reconstitution de litige de droit civil, avec comme particularité de faire tenir le rôle des juges et bâtonniers, par d'anciens fonctionnaires de justice à la retraite. Sur le modèle américain.

## Distribution

### Personnages récurrents

#### Juges
- René Bauby : Ancien juge d'instance retraité
- Yves de Thevenard : Magistrat retraité
- Dominique Marcot : Bâtonnier
- Tiennot Grumbach : Bâtonnier